# 2. Badminton-Bundesliga 1999/2000
Die 2. Badminton-Bundesliga 1999/2000 als zweithöchste deutsche Spielklasse in der Sportart Badminton war in zwei Staffeln unterteilt (Nord und Süd), in der jeweils acht Teams gegeneinander antraten. In die 1. Bundesliga stiegen der RTV/PSV Remscheid und die SG Anspach auf.

## 2. Bundesliga Nord
Abschlusstabelle
| Platz | Mannschaft             | Spiele |
| ----- | ---------------------- | ------ |
| 1.    | RTV/PSV Remscheid      | 14     |
| 2.    | VfL 93 Hamburg         | 14     |
| 3.    | BV Gifhorn (N)         | 14     |
| 4.    | BW Wittorf             | 14     |
| 5.    | TuS Gildehaus          | 14     |
| 6.    | Ohligser TV            | 14     |
| 7.    | BV Wesel Rot-Weiss (N) | 14     |
| 8.    | VfL Berliner Lehrer    | 14     |

## 2. Bundesliga Süd
Abschlusstabelle
| Platz | Mannschaft                  | Spiele |
| ----- | --------------------------- | ------ |
| 1.    | SG Anspach (A)              | 14     |
| 2.    | PSV Ludwigshafen            | 14     |
| 3.    | TSV Neuhausen-Nymphenburg   | 14     |
| 4.    | KSV Baunatal (N)            | 14     |
| 5.    | 1. BC Bischmisheim (N)      | 14     |
| 6.    | TuS/SG Schorndorf           | 14     |
| 7.    | SV Fortuna Regensburg 2 (N) | 14     |
| 8.    | SG Robur Zittau             | 14     |